# Franska adelstitlar
Franska adelstitlar under l'ancien régime och även därefter kan indelas i de för lågadel, högadel och speciella.

## Lågadel
Inom lågadeln var ingen direkt rangordning mellan titlarna då de ofta ihopblandades och jämställdes. Titlarna var(är):
- seigneur (abstrakt länsherretitel)
- chevalier (riddare)
- gentilhomme (jämför engelskans gentleman) som i mer utsträckt betydelse som även gäller högadeln.

## Högadel
- baron
- vicomte
- comte (greve)
- marquis (markis)
- duc (hertig)

## Speciella titlar
Titeln Prince (furste), kunde tilldelades även icke kungliga personer under l'ancien régime och efter restaurationen 1814-15, fram till andra kejsardömets upplösning 1871, men räknades officiellt inte som en fransk adelstitel. Hertig var därför officiellt den högsta rangklassen inom den franska adeln.
Titeln Pair de France, medlem av pärskammaren, var inte en separat adelstitel utan snarare betecknade en inflytelserik kunglig rådgivare, men stod över adelstitlarna i rang och av den franske kungen kunde förlänas till vem som helst som var fransk medborgare. Pärstiteln kunde ges på livstid, eller för "evärdeliga tider". "Duc et Pair de France", var den mest prestigefyllda titel- och rangkombinationen under l'ancien régime.